# Repče, Ljubljana
Repče este o localitate din comuna Ljubljana, Slovenia, cu o populație de 67 de locuitori.